# L'Italia Scacchistica
L'Italia Scacchistica è stata una rivista di scacchi italiana, pubblicata dal gennaio 1911 all'agosto 2012.
Fino al dicembre 1970 è stata l'organo ufficiale della Federazione Scacchistica Italiana.

## Storia
Fu fondata nel 1910 da Stefano Rosselli del Turco, che la diresse fino al dicembre 1943, ad eccezione del periodo 1916-1923 in cui fu direttore Alberto Batori. Nei due anni successivi la rivista cessò le pubblicazioni a causa del periodo bellico, poi nel gennaio del 1946 riprese le pubblicazioni sotto la direzione di Giovanni Ferrantes, che la mantenne fino al dicembre 1992. Dal gennaio 1993 al dicembre 2011 ne fu direttore il Maestro milanese Adolivio Capece.
Nel gennaio 2012 la rivista fu rilevata dalle Edizioni Ediscere di Verona, con direttore il Maestro FIDE veronese Valerio Luciani. Cessò le pubblicazioni con il fascicolo n. 1.234 di luglio/agosto 2012.